# Worluk, a káosz világa

A Nemes István (John Caldwell) és társai által megálmodott világot Szendrei Tibor tusgrafikája szemlélteti a Káosz Sárkányai című regényben, valamint a Káosz Szerepjáték című kötetben

Worluk, a káosz világa John Caldwell, azaz Nemes István által megálmodott fantasyvilág. A szerző eredetileg félork főhőse, Skandar Graun történetének elmeséléséhez kezdte el kiépíteni a világot, amely az első regény (A Káosz Szava) és az azt követő, a Káosz-ciklushoz tartozó művek megjelenése óta több tucat történet helyszínéül szolgált, valamint egy szerepjátékrendszer lett kialakítva belőle.

## A Világ

### Történelem
A világ neve Worluk, amely a káosz istenének, Yvorlnak az eredeti nevét viseli, aki az idők hajnalán kaput nyitott világunkról erre a világra. Worluk anyagszegény világát gázlények, a mhyorok népesítették be, akik eleinte érdeklődve fogadták be a beáramló anyagot – a jó Ivo Worluk professzor ugyanis lyukat ütött a téridő szövedékébe, magával rántva több ezer embert a Földről, és képtelen volt többé uralni a szerkezetet, mely egyre több és több anyagot szipkázott át világunkról. Worluknak nem is állt szándékában bezárni a kaput; az időt, amelyben élt, egy dekadens kornak tartotta, az emberiséget pedig egy puhány, kockáztatni nem merő, halálra ítélt fajnak. Rájött, hogy az őskáoszból erőt lehet nyerni, mindamellett, hogy az ár roppant drága: külseje és elméje egyaránt eltorzult. Hatalmával azonban rögtön sereget toborzott magának.
Nem mindenki állt mögé. Bizonyos Mark Yennon nevű fiatalember azt a célt tűzte ki maga elé, hogy rendet és biztonságot hoz ebbe a bizonytalan világba. Miután hatástalanította a gépet, ő is egy saját sereget hozott létre, mely szembeszállhat Worlukéval.
Worluk azonban új kapukat nyitott más világokra, illetve a Föld más koraiba, így a világ még színesebb, a káosz pedig még erősebb lett. A két fél csatározásaiban így rendre Worluk, azaz Yvorl kerekedett felül.
Az vetett véget a korai csatáknak, hogy a gázlények megelégelték a „bevándorlók” véres háborúit, és elhatározták, hogy egyszer s mindenkorra eltörlik őket erről a létsíkról.
Amikor ezt a két fél megneszelte, kényszerszövetséget kötöttek, hogy felvehessék a harcot a mhyorokkal, aminek nem lehetett győztese.
A csata helyszínéül szolgáló Dimuran kontinense teljesen elpusztult ebben a Kataklizmában; egy része elsüllyedt, a másik radioaktív pusztasággá változott. A világ felszínét a nagy háború teljesen átformálta, eget és földet egyaránt.
A Kataklizma óta 30 000 év telt el, amit a tudósok 333 éves Ciklusokra osztanak fel (a ciklusok végén bekövetkezik a Jégnász konstelláció nevű csillagállás); állítólag minden egyes ciklusváltást háborúk követnek.
- Újjáéledés (1–2. ciklus)

Lassan magához tér Worluk világa a Kataklizmából. A romokból különféle civilizációk emelkednek ki és virágzanak, mint a moárok, trufotárok és sárkányok. A trufotár istenkirályok megalkotják a Bajnokok Kardját (a varázstárgyat, ami képes lezárni a ciklusok végén bekövetkező háborúkat), majd rábízták a legjobb moár létsík-vándorra, Lyndarára. Yvorl ebben a korban újabb kaput nyit a Földre, annak is a jövőjébe, hogy embereket hozzon hatalmának megerősítésére, majd végleg lezárja a hasadékot. A Föld jövőjében elkorcsosult emberi lények válnak a manók őseivé, akikből Verghaust megteremti a manókat.
- Quetter Korszak (3–6. ciklus)

Az újjáéledésnek a quetterek elszaporodása vet véget. A quetterek – kardfogú, denevérszárnyú humanoidok – legyilkolnak mindenkit és lerombolnak mindent, beleértve azt is, amit ők építettek fel. E kegyetlen nép pusztulását az általuk teremtett elfek hozzák el.
- Elfengadi Éra (7–15. ciklus)

A világot háromezer évig a hosszúéletűek uralják; az idő leteltével békésen átengedik a guarnik rejtélyes népének.
- Guarni Birodalom (16–59. ciklus)

A guarnik sikeresen ötvözik a technikát a mágiával, és egy olyan birodalmat építenek ki, melynek nem szab gátat sem tér, sem idő, sem a világokat elválasztó fal.
- Gilf Birodalom (60–78. ciklus)

Tizenötezer év elteltével a Guarni Birodalom összeomlik, és senki nem tudja biztosan, mi történhetett magukkal a guarnikkal. Emellett kisebb gondjuk is nagyobb ennél; megjelennek a gilfek, az elfek vérszomjas, szadista rokonai, és sötét éjszakába taszítják a világot, mely hatezer évig tart.
- Nagydrén Birodalom (79–82. ciklus)

A drének – emberek, akiknek a hitük szerint guarni vér folyik az ereikben – veszik át korábbi uraik, a gilfek helyét. Azonban nem mindenki lélegzik fel megkönnyebbülten: a drének bigottságukban legalább annyi kegyetlenséget követnek el, mind a szadista gilfek. A Nagydrén Birodalom királya a rettegett Kargil Yhron, kinek 1000 éves uralkodását saját alattvalói árulása zárja le.
- Az Emberkirályságok Kora (83–85. ciklus)

A jelen, melyet nem egy nagy birodalom, hanem egymással marakodó, a régiek fényében jelentéktelen királyságok marakodásai határoz meg.
- A jövő

A Jégnász-konstellációkat sorozatosan kudarcra ítélt drén próbálkozások kísérik a Nagydrén Birodalom helyreállítására – s ebbe egymást követő drén uralkodódinasztiák buktak bele. Végül a 85. ciklus végén úgy tűnik, hogy a drének sikerrel járnak. Rebesgetik, hogy Kargil Yhron is felébredt az ezeréves tetszhalálából. Azonban Dél-Greondar lakói, az Orkok elérkezettnek tartják az időt, hogy az elmúlt harmincezer év némasága után ők vegyék át az uralmat Worluk világán.

### Földrajz
- Gerondar

A Vas-hegység által kettéválasztott kontinens északi része a káoszhitűek és Yvorl birodalma (itt található lakhelye is, a Káoszfellegvár, amely az Átokmezsgye nevezetű kaotikus területen magasodik), délen pedig az orkok által uralt Kondor Birodalom terül el, amit Grooms, az orkokat teremtő isten próbál – kevés sikerrel – irányítani.
- Maldiberan

Elsivatagosodott földrész Dimuran közelében; az északi részén apró, egymást maró királyságok, a nagyobb déli részen szultanátusok, mesebeli hercegségek, nomádföldek és a Végtelen Déli Sivatag található.
- Zhillian

Maldiberan ikerkontinense; a kettő valaha egy egészet alkotott, ma azonban tenger választja el őket. Zhillian déli része civilizálatlan, barbár terület, ahol gyíklények, nomádok és majomemberek élnek. A civilizált kiskirályságok között a rettegett Zhíl Birodalom terül el.
- Drakónia

A sárkányok otthona; a legendák szerint az összes mitikus faj innen származott.
- Drénföld

Északi kontinens, melyet örökké jég borít.
- Jidor

Déli szigetcsoport, ázsiai néppel és kultúrával, akik a körülmények miatt átálltak a nagyüzemi rabszolgatartásra.
- Yennon szigetek

A rend bástyái.
- Thelan szigetek

Trópusi szigetek, ahol kannibál népek és a túlélő quetterek éldegélnek.
- Khobír szigetek

Tudósok lakta szigetcsoport Drakónia szomszédságában.
- Ayvar-szigetek

A legtávolabbi föld, amelyet különc, hóbortos népek és manók laknak.
- Dimuran

Más néven a Felperzselt Föld. Itt játszódott le a Kataklizma, amely Worluk világát a mai formára szabta. Lakatlan vidék, csak egy-néhány khobíri varázsló téved ide kutatás céljából, ám a halálos sugárzás miatt ők sem maradnak sokáig.

### Közeli létsíkok
Worluk az alábbi létsíkokkal szomszédos: az álmokból valóssá gyúrt Cherubion, amelyen a marakodó félisteneknek köszönhetően örök éjszaka honol; a vadregényes Ammerúnia; a démoni Amhazar és Kithriat; valamint az ősi Ynev és a káosz létsíkja az örökké változó Limbó.

## Istenek
Worluk pantheonja tulajdonképpen egy hatalmas mérlegre emlékeztet: egyik oldalon a Rend, a másikon a Káosz seregei, a mérleg nyelve pedig az Egyensúly hívei. Azonban nem mindegyik isten ennyire monomániás, jó párukat annyira lekötik ennél sokkal összetettebb dolgok – főleg a saját egójuk.
- Yvorl

A Káosz Istene; teste ösztövér, girhes, végtagjai karmokban végződnek, oszlopszerű lábai közt tüskés farok tekereg. Az arca megnyúlt, beesett küklopsz-arc, szájából ujjnyi agyarak lógnak ki. Többnyire kaszával ábrázolják. Bár Worluk világának filozófusai tagadják vitáikon, hogy a Káosz gonosz lenne, Yvorl mindent elkövet azért, hogy ez a tévhit fennmaradjon. Gerinctelen, sunyi, végletekig önző alak, aki még így is túlságosan korlátozva érzi magát a lehetőségei által, és feltett szándéka, hogy azt a kevés emberit is ledobja, ami megmaradt belőle, és hasonlatossá váljon a gázlények istenségéhez.
- Mark’yhennon

A Rendisten, aki magára jobb szeret ősmágusként tekinteni. Yvorllal ellentétben nem kenyere a nagyzolás, és egyszerű öltözékében bárki nézheti könnyűszerrel annak, ami eredetileg volt: könyvárus. A mágiát egy szükséges rossznak tartja, amit a káosz ellen tud használni, és bár ő ellenlábasával szemben ragaszkodott egykori énjéhez, az eltelt harmincezer év során egyre ridegebbé, elidegenültebbé vált.
- Zhénia

A Smaragd Úrnő, aki annak dacára, hogy soha nem volt ember, a legemberségesebb isten Worluk világán. Ennek ellenére híveitől sokat vár el, és bár nem kegyetlen, senki nem akarja mérgesnek látni. Zhénia a férfiakkal szemben nem az elveket, mint inkább a gyakorlatot tartja szem előtt. A Káoszt kiszámíthatatlannak, a Rendet tespedtnek tartja, és egyáltalán nem néz jó szemmel semmit, amit túl mesterkéltnek tart. A világ hajnalán gyengéd szálak fűzték Mark’yhennonhoz, de az idő az istenek szerelmének sem kedvez. Egyetlen fia van tőle, az Yverd nevű bajnok, aki még mindig „ifjú éveit” éli.
- Grooms

Az Orkok Öregapja, aki a Rend mellett tette le a voksát… amit, minden hatalma ellenére, képtelen a gyakorlatban kamatoztatni teremtményei, az orkok között. Yvorllal ellentétben nem követel emberáldozatokat, ez azonban nem akadályozza meg túlbuzgó híveit, hogy rendszeresen elkövessenek ilyeneket.
- Kargil Yhron

Bár még fiatal isten, mindenképpen egy olyan erő, akivel számolni kell. Kargil Yhron a drének kegyetlen máguskirálya volt, aki mindig egyre nagyobb hatalomra vágyott. Ő Yvorl rendbéli megfelelője, és noha Mark’yhennon oldalán áll, a Rendisten nem kedveli jobban, mint örök riválisát.
- Verghaust

A Manók Ura, aki Yvorl pártján áll; olyan, mint egy óriási manó, aki halhatatlansága dacára roppant kicsinyes és kisszerű tud lenni, akárcsak hívei.
- Ezerfejű Zrogdavar

Elf halálisten, akit csak apróbb szekták imádnak. Az egyik fő érv Kargil Yhron mellett, hogy a Rend sem emberségesebb a Káosznál.